# Pradalunga
Pradalunga är en ort och kommun i provinsen Bergamo i regionen Lombardiet i Italien. Kommunen hade 4 630 invånare (2018).